# Territoriale indeling van het Federaal District (Brazilië)

Federaal District

Het Braziliaanse Federaal District is ingedeeld in 1 mesoregio, 1 microregio en 1 gemeente.

## Mesoregio Distrito Federal
1 microregio, 1 gemeente

### Microregio Brasília
1 gemeente:
Brasilia
Acre · Alagoas · Amapá · Amazonas · Bahia · Ceará · Espírito Santo · Federaal District · Goiás · Maranhão · Mato Grosso · Mato Grosso do Sul · Minas Gerais · Pará · Paraíba · Paraná · Pernambuco · Piauí · Rio de Janeiro · Rio Grande do Norte · Rio Grande do Sul · Rondônia · Roraima · Santa Catarina · São Paulo · Sergipe · Tocantins